# Barjastjärnen
Barjastjärnen är en sjö i Lycksele kommun i Lappland och ingår i Öreälvens huvudavrinningsområde. Sjön har en area på 0,125 kvadratkilometer och ligger 306,9 meter över havet.

## Delavrinningsområde
Barjastjärnen ingår i det delavrinningsområde (717624-161852) som SMHI kallar för Namn saknas. Medelhöjden är 352 meter över havet och ytan är 15,2 kvadratkilometer. Det finns ett avrinningsområde uppströms, och räknas det in blir den ackumulerade arean 21,13 kvadratkilometer. Vattendraget som avvattnar avrinningsområdet har biflödesordning 3, vilket innebär att vattnet flödar genom totalt 3 vattendrag innan det når havet efter 192 kilometer. Avrinningsområdet består mestadels av skog (92 procent). Avrinningsområdet har 0,46 kvadratkilometer vattenytor vilket ger det en sjöprocent på 3 procent.